# NGC 6182
NGC 6182 ist eine Spiralgalaxie vom Hubble-Typ Sa im Sternbild Drache am Nordsternhimmel, die schätzungsweise 237 Millionen Lichtjahre von der Milchstraße entfernt ist. 
Das Objekt wurde am 24. April 1789 von Wilhelm Herschel mit einem 18,7-Zoll-Spiegelteleskop entdeckt, der sie dabei mit „vF, vS, iR“ beschrieb.